# Coarnele Caprei
Coarnele Caprei est une commune roumaine située dans le județ de Iași.